# Nassimchahr
Nassimchahr (anciennement Akbarabad) est une ville en Iran, capitale de la préfecture de Baharestan (en), dans la province de Téhéran.
La ville compte 200 393 habitants en 2016.